# 미운 오리 새끼

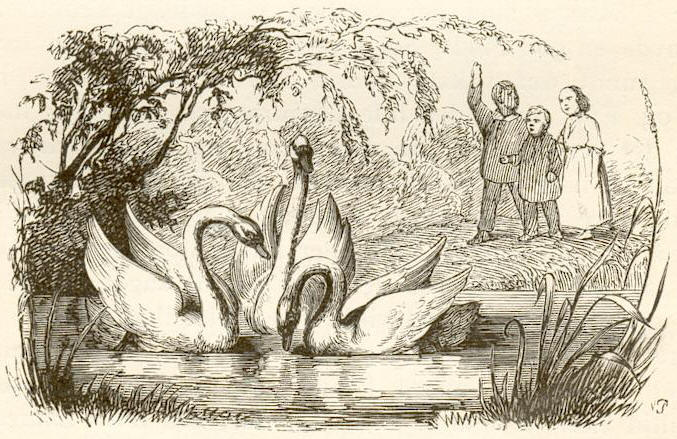
빌헬름 페데르센(Vilhelm Pedersen)이 그린 《미운 오리 새끼》 삽화

《미운 오리 새끼》(덴마크어: Den grimme ælling, 영어: The Ugly Duckling)는 한스 크리스티안 안데르센이 지은 동화 작품이다. 1843년 11월 11일에 발표했다.

## 줄거리
어느 연못가에서 살고 있던 엄마 오리가 알들을 품고 있었다. 엄마 오리의 알들에서는 아기 오리가 하나씩 태어났지만 외모가 다른 모습을 한 아기 오리도 태어났다. 아기 오리의 부모는 칠면조라고 생각했고 아기 오리는 주변에 살던 오리들로부터 괴롭힘을 받게 된다.
주변에 살던 오리들로부터 괴롭힘을 피하기 위해 아기 오리는 연못가를 떠나 여러 곳을 돌아다니게 된다. 시간이 지나면서 어른이 된 아기 오리는 자신이 오리가 아닌 백조였음을 알아차리게 된다.

## 해석과 비평
영국 저널리스트 앤 크리솜은 한스 안데르센의 전기 (젠스 안데르센 저)를 비평하면서 한스 안데르센은 키가 크고, 큰 코와 발을 가진 못생긴 아이였으며, 아름다운 목소리를 갖고 있어 연극 무대에 서려고 했지만, 다른 아이들로부터 잔인할 정도로 놀림을 받았다고 설명한다.  한스 안데르센은 크리스쳔 프레드릭 왕자의 사생아로 그가 이 책을 쓰기 바로 직전 알게 되었다고 한다.  결국, 이 이야기에 나오는 백조는 은유적인 표현으로 내적 아름다움일 뿐 아니라 그의 숨겨진 왕족 계급을 의미하는 것임을 주장하였다.
브루노 테텐하임은 미운 오리새끼는 전형적인 동화의 영웅의 모험적 형식과 달리, 어떤 것도 이루지 않고 단지 타고난 DNA에 의해 운명이 결정되는 선천성 우월주의를 설명한다고 비판하였다.  